# Dizdar

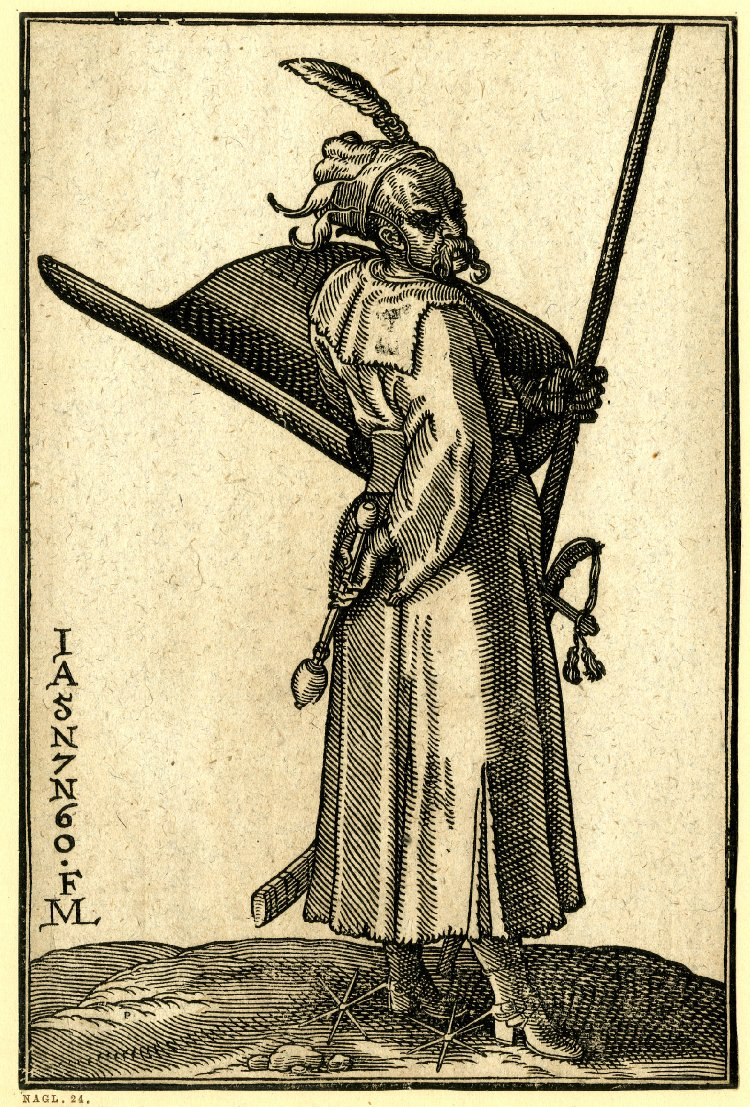
Dizdar ottomano del XVI secolo.

Il dizdar (in persiano دزدار‎; in turco dizdar, kale muhafızı) era il titolo dato nell'Impero ottomano al guardiano del castello o al comandante della fortezza, incaricato di gestire le truppe e mantenere la fortezza nel suo ruolo di punto di difesa.
La parola è di origine persiana e significa guardiano, prefetto, custode o castellano e si diffuse in occidente in seguito alla conquista ottomana dei Balcani.
Il dizdar comandava l'unità militare nella fortezza, ma allo stesso tempo era responsabile anche dell'insediamento (villaggio o città) al di sotto o attorno ad esso, poiché lo scopo della fortezza era quello di difendere l'area.
Come persona al comando, il dizdar aveva il suo vice, chiamato chekhaya, in turco kâhya) e altri subordinati (ad esempio yasakci). I superiori erano i beilerbei, i sanjak-bey e i kadi che avevano il potere di licenziare i dizdar.
Il termine dizdar cadde in disuso con l'abolizione del corpo dei giannizzeri nel 1826.
Nel 1839, dopo le riforme del Tanzimat, l'Impero ottomano abolì le capitanerie e di conseguenza i titoli come "capitano" e "dizdar" cessarono di esistere.